# Mark Ronson
Mark Daniel Ronson (Londra, 4 settembre 1975) è un cantante, disc jockey, produttore discografico, compositore, arrangiatore e polistrumentista britannico.
Come produttore e musicista gli artisti con i quali ha maggiormente collaborato sono le cantanti pop Britney Spears,  Christina Aguilera, Beyoncé, Lady Gaga, e Miley Cyrus. Tra le altre collaborazioni sporadiche più significative vi sono quelle con i gruppi rock Tame Impala e Queens of the Stone Age, e con gli artisti contemporary R&B Amy Winehouse, Alicia Keys e Bruno Mars.
Ha vinto 7 Grammy Awards, di cui uno come produttore dell'anno, per aver prodotto l'album Back to Black di Amy Winehouse, due BRIT Awards e, grazie al brano Shallow tratto dal film A Star Is Born, un Premio Oscar ed un Golden Globe.
Alla carriera di produttore affianca anche quella di cantante, avendo pubblicato 5 album in studio, tra cui Uptown Special, contenente la fortunata collaborazione con Bruno Mars Uptown Funk, il singolo più venduto del 2015.
È fondatore della Allido Records e nel 2018 della Zelig Records, parte della Columbia Records, con cui ha messo sotto contratto la giovane artista statunitense King Princess.

## Biografia
Figlio della scrittrice Ann Dexter-Jones e dell'imprenditore Laurence Ronson con origini austriache, russe e lituane, Mark Ronson è stato educato alla religione ebraica conservatrice. Il cognome originale della famiglia era Aaronson, ma fu cambiato in Ronson dal nonno di Mark. Mark Ronson ha due sorelle gemelle, Charlotte Ronson, stilista, e Samantha Ronson, cantante e DJ. Si trasferisce con la famiglia a New York a 8 anni, inizia come DJ nei club newyorkesi attorno al 1993 influenzato dal funky, dall'hip hop e dal rock, attrae un pubblico sempre più crescente fino a diventare un personaggio molto richiesto per suonare alle feste private dei vip. Mark Ronson riesce a farsi un nome e nel 1999 viene scelto come testimonial di una pubblicità di Tommy Hilfiger.
Nel 2001 produce Everybody Got Their Something, brano musicale di Nikka Costa che fa ottenere a Ronson un contratto con l'etichetta discografica Elektra Records. In seguito Mark Ronson lavora ancora con Nikka Costa in Like a Feather, che viene utilizzato in uno spot pubblicitario. Nello stesso anno compare nel videoclip di More Than a Woman di Aaliyah, nel ruolo del dj che suona durante il party all'interno della moto. Il primo album di Ronson, Here Comes the Fuzz, viene pubblicato nel 2003, che ottiene una grande accoglienza da parte della critica, oltre che un discreto successo commerciale, benché inizialmente le vendite non lo premino. All'album collaborano Mos Def, Jack White, Sean Paul, Nikka Costa, Nappy Roots e Rivers Cuomo. Il brano più conosciuto dell'album è Ooh Wee, che campiona Sunny di Boney M. e figura la collaborazione di Nate Dogg, Ghostface Killah, Trife Da God e Saigon. Il brano viene utilizzato nella colonna sonora dei film Honey e Hitch - Lui sì che capisce le donne. Ciò nonostante, due settimane dopo l'uscita di Here Comes the Fuzz, l'Elektra Records rompe il contratto con Ronson. Nei periodi successivi Mark Ronson produce brani per numerosi artisti come Christina Aguilera, Mina Mazzini,Amy Winehouse, Lily Allen, Robbie Williams e Justin Timberlake. Nel 2004 Ronson fonda l'etichetta Allido Records, filiale della J Records, il cui primo artista ad essere messo sotto contratto è Saigon.

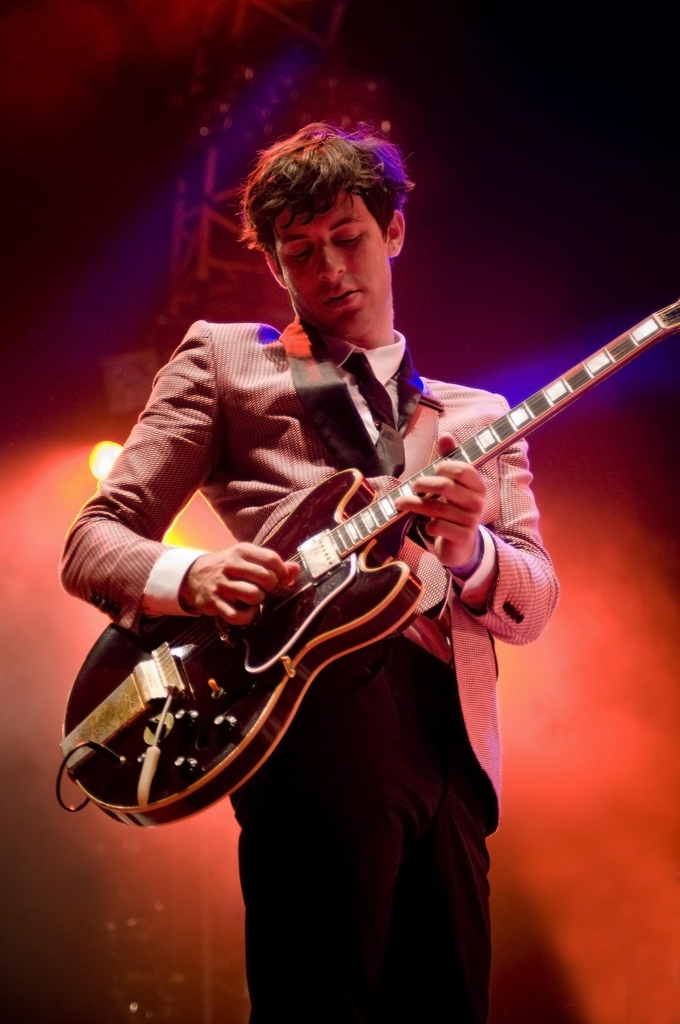
Mark Ronson al North Sea Jazz Festival nel 2008

Il 2 aprile 2007, Ronson pubblica una cover di Stop Me If You Think You've Heard This One Before, (che contiene anche un " campionamento di " You Keep Me hanging On ", singolo di successo di Diana Ross & the Supremes, del 1966), intitolata semplicemente Stop Me, con la partecipazione di Daniel Merriweather, che raggiunge la seconda posizione della Official Singles Chart, e il 16 luglio dello stesso anno pubblica come secondo singolo una cover di Oh My God, con la collaborazione di Lily Allen, che arriva all'ottava posizione della classifica britannica. A dicembre dello stesso anno, Ronson riceve una nomination ai Grammy Award come produttore dell'anno, insieme a Timbaland e Mike Elizondo. Anche il lavoro di produzione di Ronson con Amy Winehouse per l'album Back to Black, ottiene il riconoscimento di sei nomination. Alla fine Ronson otterrà ben tre Grammy. Nel 2008 Mark Ronson ottiene tre nomination anche ai Brit Award: miglior artista solista uomo, miglior album (Version) e miglior brano musicale (Valerie), vincendo alla fine soltanto il primo dei tre. Nel corso della serata di premiazione dei Brit Award, Ronson si esibisce in un medley di God Put a Smile upon Your Face con Adele, Stop Me con Daniel Merriweather e Valerie con Amy Winehouse. Nel corso dell'estate del 2008, Mark Ronson gira per tutto il Regno Unito e l'Europa in tour, ottenendo grandi risultati, in particolar modo in occasione dei concerti presso l'Hammersmith Apollo d il Brixton Academy. Aprono i suoi tour Sam Sparro e Julian Perretta.
A marzo 2009 Ronson inizia a lavorare con i Duran Duran per il loro tredicesimo album studio intitolato All You Need Is Now che viene pubblicato il 21 dicembre 2010 in versione digitale e nel marzo 2011 in versione fisica. Il 27 settembre 2010 è inoltre uscito nei negozi anche Record Collection, terzo album di Mark Ronson, che stavolta firma la sua opera con il nome Mark Ronson & The Business Intl. Sostenuto dal singolo The Bike Song, l'album riesce ad arrivare alla seconda posizione della classifica degli album più venduti nel Regno Unito ed alla sesta in Australia. Nel 2015 esce il suo nuovo album chiamato Uptown Special, inciso con Jeff Bhasker, in collaborazione con artisti come Stevie Wonder, Mystikal, Kevin Parker, Bruno Mars e lo stesso Jeff Bhasker. La colonna portante dell'album è la canzone coprodotta e cantata interamente da Bruno Mars, ovvero Uptown Funk, che ha avuto un incredibile successo commerciale raggiungendo la vetta della classifica in 68 paesi, tra cui Stati Uniti, Regno Unito, Italia, Francia, Canada, Australia, Messico e Spagna, vendendo oltre 14,6 milioni di copie, diventando il singolo più venduto del 2015 e uno dei più venduti nel mondo. Negli Stati Uniti Uptown Funk è il secondo singolo della storia sia per il numero delle vendite con 9 milioni di copie sia per la longevità in vetta alla Billboard Hot 100 con 14 settimane e ha trascorso sette settimane in cima alla UK Singles Chart. Il brano ha vinto anche i Brit Awards come "Canzone dell'anno" e il video su YouTube ha raggiunto un miliardo di visualizzazioni il 15 settembre 2015, diventando uno dei video più visti di tutti i tempi. Il 29 marzo 2015, estrae Feel Right, in collaborazione con il rapper Mystikal, come secondo singolo dall'album. Il 7 giugno 2015, estrae I Can't Lose, in collaborazione con la cantante Keyone Starr, come terzo singolo dell'album.
Nel 2016 produce con Lady Gaga il quinto album in studio di quest'ultima: Joanne. Il primo singolo, Perfect Illusion, viene pubblicato il 9 settembre 2016. Nel 2018 collabora con Miley Cyrus pubblicando un singolo, Nothing Breaks like a Heart, che viene pubblicato il 27 novembre 2018.
Nel 2018 collabora con l'Estate di Michael realizzando il singolo mashup dal titolo Michael Jackson x Mark Ronson: Diamond Are Invincible.
Nel 2019 vince l'Oscar alla migliore canzone, il Golden Globe e il Grammy Award per Shallow, insieme a Lady Gaga, Anthony Rossomando e Andrew Wyatt.

### Vita personale
Sin dall'infanzia è fan del Chelsea F.C., oltre che fan dei New York Knicks basketball team.
Nel 2009 ha partecipato alla campagna PETA's "Please Don't Wear Any Fur". 
Sempre nel 2009 Ronson venne votato come uomo più elegante dell'anno dalla rivista GQ. Nel 2015 venne nominato dalla stessa rivista come uno dei 50 uomini inglesi meglio vestiti. 
Il 20 agosto 2019, Ronson e altre celebrità hanno investito nella società Lowell Herb Co, un'impresa di coltivazione di cannabis basata in California, di cui è un noto consumatore.
Nel 2002 Ronson inizia una relazione ufficiale con l'attrice e cantante Rashida Jones. Si fidanzano nel marzo 2003, quando Ronson le propone di sposarlo realizzando un puzzle con il messaggio "Mi vuoi sposare." La loro relazione però termina circa un anno dopo.
Il 3 settembre 2011, Ronson sposa in Provenza l'attrice e cantante francese Joséphine de La Baume, che era apparsa nel music video del brano "The Bike Song". Il 16 maggio 2017, giunge al pubblico la notizia che de La Baume abbia chiesto il divorzio da Ronson. Il divorzio è reso esecutivo nell'ottobre 2018.
Il 4 settembre 2021 Ronson annuncia con un post su Instagram il matrimonio con Grace Gummer.

## Discografia

### Album in studio
- 2003 - Here Comes the Fuzz
- 2007 - Version
- 2010 - Record Collection (pubblicato come Mark Ronson & The Business Intl.)
- 2015 - Uptown Special
- 2019 - Late Night Feelings

### Singoli
- 2003 - Ooh Wee (feat. Ghostface Killah, Nate Dogg, Trife Da God & Saigon)
- 2003 - International Affair  (feat. Sean Paul & Debi Nova)
- 2006 - Just (feat. Alex Greenwald)
- 2007 - Stop Me (feat. Daniel Merriweather)
- 2007 - God Put a Smile upon Your Face (feat. Daptone Horns)
- 2007 - No One Knows (feat. Domino)
- 2007 - Oh My God (feat. Lily Allen)
- 2007 - Valerie (feat. Amy Winehouse)
- 2008 - Just (feat. Alex Greenwald) (ristampa)
- 2010 - Bang Bang Bang (featuring MNDR & Q-Tip)
- 2010 - The Bike Song (featuring Kyle Falconer & Spank Rock)
- 2010 - Somebody to Love Me (featuring Boy George & Andrew Wyatt)
- 2012 - Anywhere in the World (featuring Katy B)
- 2014 - Uptown Funk (featuring Bruno Mars)
- 2015 - Daffodils (featuring Kevin Parker)
- 2015 - Feel Right (featuring Mystikal)
- 2015 - I Can't Lose (featuring Keyone Starr)
- 2018 - Nothing Breaks like a Heart (featuring Miley Cyrus)
- 2019 - Find U Again (featuring Camila Cabello)
- 2023 - Ancora, ancora, ancora (with Mina)

### Produzioni per altri artisti
- 2001 - Like a Feather di Nikka Costa
- 2002 - School's In di J-Live
- 2002 - International Affair di Sean Paul  (feat. Debbie Nova)
- 2004 - City Rules di Daniel Merriweather  (feat. Saigon)
- 2004 - She's Got Me di Daniel Merriweather
- 2005 - These Days di Rhymefest
- 2006 - Lovelight di Robbie Williams
- 2006 - Littlest Things di Lily Allen
- 2006 - Rehab di Amy Winehouse
- 2007 - Bongo Bong and Je ne t'aime plus di Robbie Williams (feat. Lily Allen)
- 2007 - You Know I'm No Good di Amy Winehouse
- 2007 - Back to Black di Amy Winehouse
- 2007 - One More Chance di Candie Payne
- 2007 - Slow Down Baby di Christina Aguilera
- 2007 - Wake Up Call (Remix) dei Maroon 5  (feat. Mary J. Blige)
- 2007 - Love Is a Losing Game di Amy Winehouse
- 2008 - Cold Shoulder di Adele
- 2008 - Never Miss A Beat dei Kaiser Chiefs
- 2008 - Cash In My Pocket di Wiley  (feat. Daniel Merriweather)
- 2009 - Change di Daniel Merriweather  (feat. Wale)
- 2009 - Red di Daniel Merriweather
- 2010 - All You Need Is Now dei Duran Duran
- 2012 - Locked Out of Heaven di Bruno Mars
- 2012 - Moonshine di Bruno Mars
- 2013 - Gorilla di Bruno Mars
- 2013 - New di Paul McCartney
- 2016 - Joanne di Lady Gaga
- 2017 - Villains di Queens of the Stone Age

### Cinema
- Zoolander, regia di Ben Stiller (2001)
- Mortdecai, regia di David Koepp (2015)
- Barbie, regia di Greta Gerwig (2023)

### Documentari
- Amy, regia di Asif Kapadia (2015)
- Gaga: Five Foot Two, regia di Chris Moukarbel (2017)
- How to Be: Mark Ronson, regia di Carl Hindmarch (2019)